# SC Salgueiros
Sport Clube Salgueiros 08 (dawniej Sport Comércio e Salgueiros) – portugalski klub piłkarski, grający obecnie w lidze Porto, mający siedzibę w mieście Porto, drugim pod względem wielkości mieście w kraju.

## Historia

### Założenie
W 1911 roku grupa przyjaciół (João da Silva Almeida, Aníbel Jacinto i Antenor) po obejrzeniu derbów pomiędzy FC Porto i Benfiką zdecydowała się założyć nowy klub piłkarski w mieście Porto. Nowy twór nazwano Sport Grupo e Salgueiros. Początkowo brakowało funduszy na utrzymanie zespołu, toteż założyciele zbierali je, poprzez śpiewanie kolęd w okresie Bożego Narodzenia w 1911 roku. Zdecydowano także o kolorze strojów, czerwonych koszulkach, takich samych jak stroje piłkarzy Benfiki. Pierwszym obiektem, na którym drużyna rozgrywała mecze, było boisko Arca D'Água.

### Fuzja
Przed rozpoczęciem sezonu 1916/1917 zmieniono nazwę zespołu na Sport Porto and Salgueiros. W 1920 roku z powodu kryzysu zespół połączył się z innym lokalnym klubem Sport Comércio. Fakt ten spowodował kolejną zmianę nazwy tym razem na Sport Comércio e Salgueiros. W kolejnych latach zespół występował w rozgrywkach pierwszej ligi portugalskiej.

### Kryzys
W 2004 roku zespół Salgueiros zaczął przezywać kłopoty finansowe i w sezonie 2004/2005 został zdegradowany z drugiej ligi do grupy północnej trzeciej ligi. Z powodu kryzysu w sezonie 2004/2005 piłkarze utracili status profesjonalistów, a zespół uzupełnili juniorzy. Salgueiros zmienił także obiekt, na którym rozgrywał swoje mecze. Estádio Engenheiro Vidal Pinheiro został sprzedany władzom miejskim i przez pewien czas pozostawał bez domowego boiska. Z powodu pogarszającej się sytuacji w połowie 2005 roku zespół został rozwiązany.

### Powrót
Latem 2008 zreorganizowany na nowo Sport Clube Salgueiros 08 ponownie przystąpił do rozgrywek. Nastąpiła zmiana nazwy klubu, gdyż Sport Comércio e Salgueiros zablokowała rejestrację profesjonalnych zawodników z powodu długów. Sezon 2008/2009 zespół rozpoczął w rozgrywkach okręgowej ligi miasta Porto.

## Reprezentanci kraju grający w klubie
- Bino
- Marco Caneira
- Rui Correia
- Deco
- Pedro Espinha
- Germano
- Nélson Marcos
- Fernando Nélson
- Neves
- Ricardo Sá Pinto
- José Semedo
- Jorge Silva
- Silvino
- Tulipa
- Bodunha
- João Ricardo
- Joni
- André Macanga
- Ilian Iliew
- Toninho dos Santos
- Mickey Walsh
- Jovica Nikolić
- Aristides Masi
- Toy Costa
- Carlos Calo Morais
- Artur Jorge Vicente
- Basarab Panduru
- Miklós Fehér
- Serhij Kandaurow
- Ahmed Ouattara

## Europejskie puchary
Legenda do wszystkich tabel:
- Q – runda eliminacyjna, 1/16, 1/8, 1/4, 1/2 – odpowiednia faza rozgrywek, Grupa – runda grupowa, 1r gr – pierwsza runda grupowa, 2r gr – druga runda grupowa, F – finał, R – runda, PO – play-off
- k. – rzuty karne, los. – losowanie, Dogr. – dogrywka, w. – zasada bramek strzelonych na wyjeździe

| Sezon   | Rozgrywki   | Runda | Przeciwnik | Dom | Wyjazd | Ogólnie     |
| ------- | ----------- | ----- | ---------- | --- | ------ | ----------- |
| 1991/92 | Puchar UEFA | 1R    | AS Cannes  | 1–0 | 0–1    | 1–1, k: 2–4 |